# New Bloomington, Ohio
New Bloomington là một làng thuộc quận Marion, tiểu bang Ohio, Hoa Kỳ. Năm 2010, dân số của làng này là 515 người.

## Dân số
- Dân số năm 2000: 548 người.
- Dân số năm 2010: 515 người.